# Kancana
Kancana is een bestuurslaag in het regentschap Majalengka van de provincie West-Java, Indonesië. Kancana telt 2445 inwoners (volkstelling 2010).